# A New Shape of Desperation
A New Shape of Desparation är det andra albumet av extreme metal/death metal-bandet By Night.

## Låtlista
1. "It Starts Within" - 0:32
2. "The Truth Is Sold" - 3:32
3. "People Like You" - 4:41
4. "Through Ashes We Crawl" - 3:33
5. "Same Old Story" - 4:06
6. "Dead Eyes See No Future" - 2:31
7. "Walls of Insecure" - 4:12
8. "Idiot" - 0:55
9. "Forsaken Love" - 4:46
10. "Cursed by the Thought" - 4:23
11. "Time Is Running Out" - 3:25

## Musiker
- Adrian Westin – sång
- André Gonzales – gitarr
- Henrik Persson – gitarr
- Markus Wesslén – basgitarr
- Per Qvarnström – trummor